# Georges-Régis Bouvet
Pour les articles homonymes, voir Bouvet.
Georges-Régis Bouvet, né le 6 mai 1902 à Issoudun et mort le 4 octobre 1976 dans le 5e arrondissement de Paris, est un général français qui a été à la tête des commandos d'Afrique au cours de la Seconde Guerre mondiale. Il reçoit, ainsi que Paul Ducournau, le 21 mai 1945 la rosette de la Légion d'honneur des mains du général de Gaulle. Il est l'auteur d'un livre de souvenirs de guerre.

## Biographie
Georges-Régis Bouvet est saint-cyrien et breveté. Il a été instructeur au peloton des EOR de Saint-Cyr en 1931. 

### Opération Torch
En 1942, peu avant l'débarquement allié, il est à l'état-major de la division de Casablanca. Dans le bureau du colonel Molle, il reçoit les instructions de Béthouart, sur l'accueil à réserver aux troupes alliées, afin d'éviter toute effusion de sang inutile. Le complot échouera, Béthouart, Molle et Magnan sont arrêtés. Bouvet écope de quelques jours d'arrêt. Considérés comme factieux, lui et ses camarades sont dispersés dans des affectations « disciplinaires ». Il est affecté à un bataillon de formation, le V/1er RTM où il va ronger son frein.

### Corps francs d'Afrique
Au moment où le général de Monsabert met en place les Corps francs d'Afrique, il se met en contact avec le Colonel Magnan qui part pour le Corps franc d'Afrique (CFA). Il part pour Tabarka, via Alger. Le 22 avril 1943, il marche avec le CFA, objectif Bizerte. Le char US sur lequel il est monté est frappé d'un obus et se renverse. Il s'extrait d'un buisson et rameute ses hommes. Le 1er bataillon de Bouvet se rend maître du terrain. Il fonce sur Bizerte le 17 mai, traverse le Djebel Abiod. Il entre dans Bizerte à la tête du 1er bataillon du CFA. Il manque de peu d'être touché par un obus antichar à la caserne Japy et croisera là Habib Bourguiba et deux de ses compagnons.
Après la dissolution du CFA, le 13 juillet 1943, il est commandant. Ce même jour sont créés des unités de commandos et le Groupe de Commandos d'Afrique rattaché à la 3e DIA. Bouvet en assure le commandement.

## Le groupe des commandos d'Afrique en campagne
Le groupe de commandos d'Afrique, sous l'autorité de Bouvet (promu lieutenant-colonel, sous les ordres du Général Magnan) participera :
- à une tentative de débarquement sur l'île de Pianosa le 19 mars 1944, reprise avec succès en mai ;
- au débarquement de l'île d'Elbe du 17 au 19 juin 1944,
- au débarquement de Provence entre le 15 et 21 août 1944, avec le débarquement sur les plages du Canadel, de Pramousquier, l'escalade du Cap Nègre (durant laquelle sera tué l'adjudant chef Noël Texier qui fut le premier mort du débarquement), la libération du Lavandou et de Bormes les mimosas, la prise de la batterie de Mauvannes et du Fort du Coudon (aujourd'hui "fort du lieutenant Girardon", ainsi nommé en mémoire de ce jeune officier tombé lors de la prise de ce fort).

Puis ce sera la longue remontée vers le nord et l'est qui conduira les commandos vers Belfort, les Vosges, Giromagny et Cernay. Il va amalgamer des détachements FFI. Puis ce sera le Rhin puis le Danube. Le 7 mai 1945, Bouvet et ses commandos sont au col de Wiedener Eck, en Forêt-Noire. Le 30 avril, il reçoit l'ordre de nettoyer les hauteurs de Menzenschwand et la haute vallée de Brandenberg puis de se regrouper le 1er mai au soir à Schluchsee.
Le 7 mai 1945, après une dernière fusillade, vient le calme de la capitulation le lendemain de l'Allemagne nazie.

## Épilogue
Après la remise de la Légion d'honneur, à Constance, le 21 mai 1945, commence la vie d'occupation en Allemagne. Le lieutenant-colonel Bouvet passe son commandement à son adjoint, Ducournau, et part rejoindre l'État-major de la Division d'Alger comme Chef d'état-major.